# 平鑫濤
平鑫濤（1927年7月24日—2019年5月23日），出生江蘇常熟，台灣出版人、影視製作人。1954年創立皇冠雜誌社，1965年創立皇冠文化。1963年6月至1976年1月，兼任《聯合報》「聯合副刊」主編。平鑫濤亦與妻子瓊瑤合作成立影視公司，翻拍瓊瑤作品。

## 早年
平鑫濤出生上海貧苦家庭，在家庭暴力陰影下長大。上海大同大學畢業後，1949年遷居台北。1949年遷居臺北。本行會計，早年曾以筆名費禮翻譯外文小說。

## 事業

### 《皇冠》雜誌
1954年2月22日，平鑫濤任職台灣肥料公司南港廠公餘，創立皇冠雜誌社，白天當會計，晚上編雜誌，半夜當西洋音樂 DJ錄製廣播節目。《皇冠雜誌》最初只是薄薄一冊以翻譯西洋小說為主的小雜誌，1960年代成為中華民國主要的重視市場與大眾品味的「大眾型」文学雜誌。

### 兼任聯合副刊主編
《聯合報》「聯合副刊」的前任主編是林海音，以『純文學』作為編輯的主軸。1963年6月，《聯合報》發行人王惕吾請平鑫濤接任聯合副刊主編。平鑫濤取材廣泛，除了文字流暢、清新可讀文學性的文章，其他的知識性、趣味性、甚至新聞性的文章也廣為採用，編輯方針和《皇冠雜誌》類似。1976年2月由馬各接編。1977年10月由瘂弦接編。

### 建立《皇冠》「基本作家」制度
平鑫濤1964年10月建立了《皇冠》雜誌的「基本作家」制度，預付稿費，網羅司馬中原、朱西寧、高陽、華嚴、瓊瑤、林懷民、季季、林佛兒等作家，加上後來的趙寧、三毛，成為皇冠的重要無形資產。1990年代《皇冠》已經是台灣甚至華文世界數一數二的，以雜誌為中心的出版王國。

### 曾經發表/出版的暢銷著作
瓊瑤在《皇冠》雜誌上發表第一部小說《情人谷》。瓊瑤的《窗外》在1963年7月號《皇冠》雜誌上「每月一書」專欄刊載而后出版單行本大受歡迎。 1964年《煙雨濛濛》、《六個夢》、《菟絲花》、《幸運草》、《幾度夕陽紅》，1965年《船》，1966年《紫貝殼》、《寒煙翠》。
1966年出版三浦綾子的《冰點》。《冰點》於《聯合報副刊》连载九天后出版，初版二十万册一天内抢购一空，不断再版，是台湾出版史上的空前纪录，四十年后才被《哈利·波特》的中译本打破。
张爱玲的《怨女》在1966年4月《皇冠》雜誌连载，1968年起，皇冠陸續出版張愛玲的中篇小說《怨女》，散文集《流言》，長篇小說《半生緣》以及《張愛玲短篇小說集》。皇冠共出版了16部张爱玲的著作。
1973年平鑫濤請三毛以撒哈拉沙漠的生活及見聞为背景，在《聯合副刊》發表作品。後集結由皇冠出版《撒哈拉的故事》、《稻草人手記》和《哭泣的駱駝》等書，大受全世界華人社群讀者歡迎，歷久不衰。
其他如孟瑶、朱小燕、雲菁、朱秀娟、華嚴等暢銷作家的小說，高陽的歷史小說、司馬中原的鄉野小說、於梨華、吉錚等的「留學生文學」。1990年代侯文詠有《白色巨塔》等巨著。

### 皇冠大眾小說獎
1996年創立皇冠大眾小說獎，獎金新台幣一百萬元，注重作品的娛樂性及通俗性。
與瓊瑤一起創立火鸟與巨星影业公司，專門把瓊瑤的小說作品翻拍成電影，拍過16部電影。後進入電視圈，創立可人傳播，以一系列瓊瑤小說改編的電視劇風靡世界各地。捧紅費翔、刘雪华、赵薇、林心如等人。

## 婚姻與家庭
曾經歷兩次婚姻
- 前妻林婉珍育有三名子女。
  - 大女兒平瑩。在皇冠文化工作。
  - 二女兒平珩。平珩曾任中正文化中心（國家戲劇院、國家音樂廳兩廳院）藝術總監，亦曾獲第三屆國家文藝獎，1989年9月成立臺灣第二支職業舞團『舞蹈空間舞團』[2]。
  - 兒子平雲（1961年生，臺灣大學歷史系畢業）[7][8]。在皇冠文化工作。
- 後與作家瓊瑤多年婚外恋，离婚后与其再婚。2018年隨著平鑫濤病重，瓊瑤與其前妻子女發生矛盾，互相放話過程中許多40年前往事浮上檯面，最終平鑫濤前妻林婉珍出書《往事浮光》反擊瓊瑤的《雪花飄落之前》，控訴親身經歷的過程是瓊瑤當年逐步鳩佔鵲巢，破壞她與平鑫濤的婚姻，最後更將她趕出皇冠霸佔所有財產。[9]

## 軼聞
平鑫濤最喜歡的數字是「22」，這是他的幸運數字。據其兒子平雲所述：「『2』是我父親的幸運數字，1949年他從上海搭上當時最後一艘輪船來台，船停靠高雄、再搭火車到台北那天是22日；後來進了台肥公司當公務員，宿舍房號又是22號；而《皇冠》雜誌創刊正在2月22日，鴨子的造型就像『2』，所以他特別愛蒐藏鴨子造型的東西。」

## 晚年
平鑫濤晚年被診斷患上血管性失智症，2016年3月接受治療時，醫生建議替平鑫濤插鼻胃管，但瓊瑤認為應該遵從丈夫想法，反對插管，然而她的繼子女認為父親並未到病危的地步。最後瓊瑤讓步，讓平鑫濤插鼻胃管，但自此瓊瑤開始支持安樂死立法。
2019年6月4日，皇冠文化發出聲明稿，宣布平鑫濤於5月23日過世。
平鑫濤過世後五年，2024年12月4日下午13點22分，瓊瑤於淡水住所雙映樓自殺，遺書中表達自己曾眼見臨終醫療的慘狀，她不想要那樣的「死亡」，因而選擇「翩然」而去。瓊瑤自殺前六日，才於臉書上發文悼念亡夫平鑫濤，瓊瑤刻意選在13點22分離世，被視為是追隨平鑫濤所喜愛的幸運數字「22」，13：22，一生雙雙對對。  

## 獲獎
| 年份   | 獲提名     | 獎項                 | 結果 |
| ------ | ---------- | -------------------- | ---- |
|        | 皇冠出版社 | 四度獲頒金鼎獎       | 獲獎 |
| 2002年 | 平鑫濤     | 中國文藝協會文藝獎章 | 獲獎 |

## 外部連結
- 平鑫濤在互联网电影资料库（IMDb）上的資料（英文）
- 平鑫濤在香港影庫上的簡介
- 平鑫濤在豆瓣上的资料（简体中文）
- 台灣作家作品目錄資料庫——平鑫濤 （页面存档备份，存于）
- 華文影史庫 平鑫濤 簡介 （页面存档备份，存于）